# Saint-Marcel-sur-Aude
Saint-Marcel-sur-Aude  es una localidad  y comuna francesa, situada en el departamento del Aude en la región administrativa de Languedoc-Rosellón y en la región natural de las Corbières.

## Demografía
| 809 | 878 | 847 | 927 | 1 097 | 1 268 |
| Para los censos de 1962 a 1999 la población legal corresponde a la población sin duplicidades (Fuente: INSEE [Consultar]) |     |     |     |       |       |